# Goéland de Hemprich
Ichthyaetus hemprichii
Espèce
Statut de conservation UICN

 LC  : Préoccupation mineure
Synonymes
- Larus hemprichii

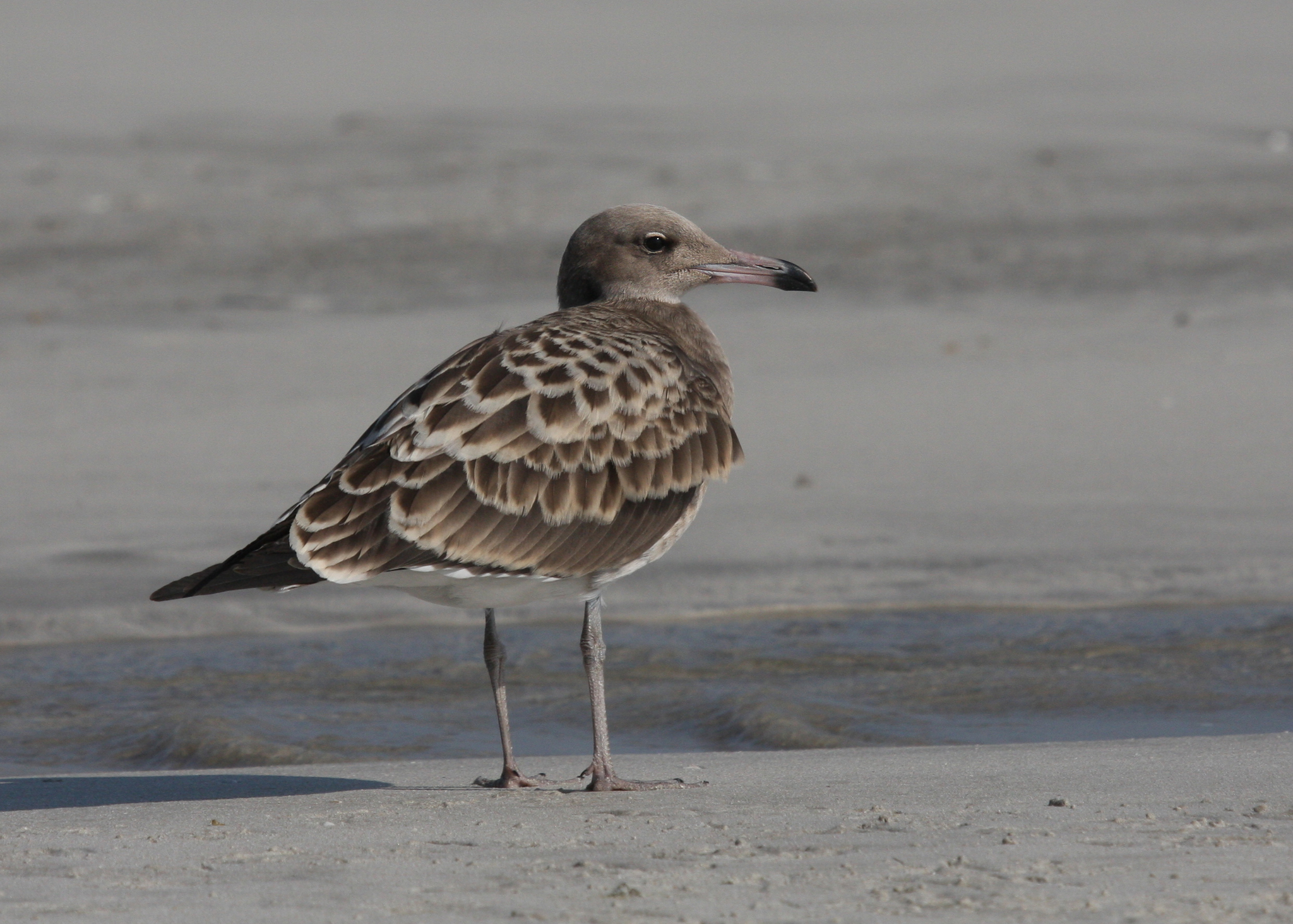
Un jeune

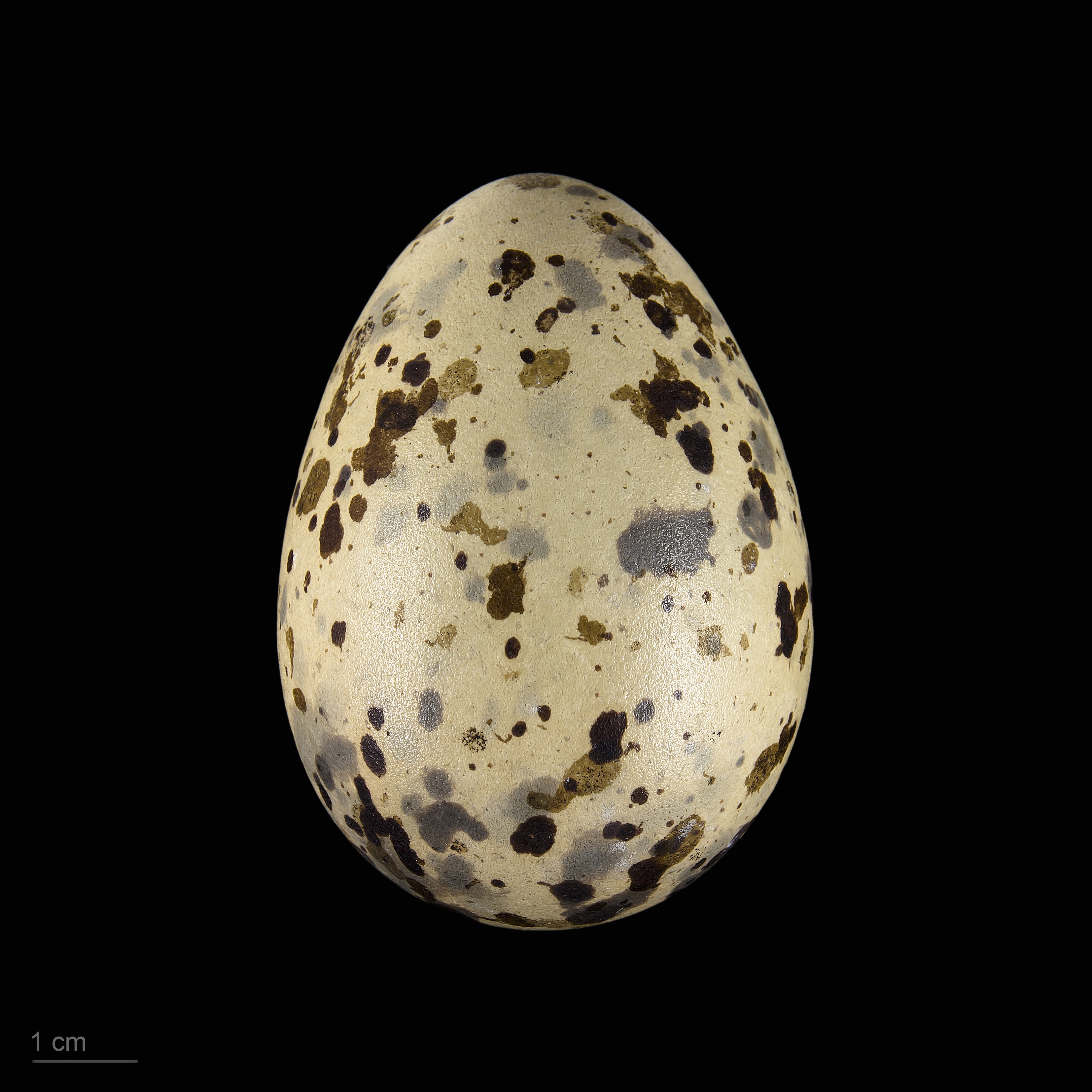
Œuf de Ichthyaetus hemprichii - Muséum de Toulouse

Le Goéland de Hemprich (Ichthyaetus hemprichii Bruch, 1853) est une espèce d'oiseaux de la famille des Laridae. Il est présent au Moyen-Orient, en Arabie et en Afrique de l'Ouest. Son nom commémore le naturaliste allemand, Wilhelm Hemprich (1796-1825), mort durant une expédition en Érythrée.